# Acanthoscelides margaretae
Acanthoscelides margaretae är en skalbaggsart som beskrevs av Johnson 1970. Acanthoscelides margaretae ingår i släktet Acanthoscelides och familjen bladbaggar. Inga underarter finns listade i Catalogue of Life.